# 邱宅大血案

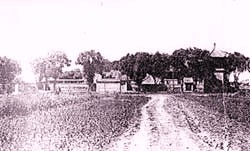
蘭州左公東路案發時的邱宅外景

邱宅大血案，是1949年中華民國甘肅省轟動一時的兇殺案，邱宗浚中將、邱定坤少將全家十一口一夜滅門，案情曲折離奇。

## 事發經過
据甘肃省档案馆资料记载，1949年5月17日早上8点多，甘肃省会警察局刑警大队长范宗湘接到电话赶赴蘭州市左公东路（如今舊大路）六十九号火灾现场，也就是邱宗浚公館。
经核查除邱宗浚長孫女邱光慈（13歲）因患扁桃腺炎住院动手术和照料她的佣人宋嫂倖免于難外，邱氏全家16日晚，一家老小連同司機、保鏢、水夫等十一人均被殺害。邱宗浚頭部、頸部、腹部均被利劍所刺，其餘人被斧劈死、鋼管搗死。在邱氏房内墙上还有：“十年冤仇 一夜报之”字迹；另一說寫「二十年冤仇一夜平」。凶手在作案后企图焚尸灭迹，但因房门紧闭氧气不足，致使火灾没有发生。
范宗湘检查现场时，兰州警备司令部副司令臧景芝少將和兰州宪兵23团副团长刘自力也到場，二人也见不得那些血尸，匆匆离去。当西北长官公署副参谋长蒋德裕少將来时，竟昏倒在地。

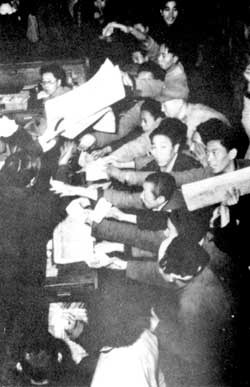
讀者紛紛爭購刊載邱宅大血案新聞的《大公報》

## 死者名單
- 邱宗浚，裸体入睡时，用利剑先刺入脖颈后，又将剑插入腹内杀死；头部有斧伤8处，脖颈上有手勒印痕，右眼珠突出[5]。
- 邱定坤，邱宗浚兒子，又名邱毓熊，約40歲。遭鸟枪击毙。子弹由右额太阳穴射入，从左耳根穿出，血迹不显。身着黄毛料军装，佩陆军少将衔肩领章，面色自若未变[5]。
- 费伯萍，邱宗浚兒媳，約30歲多，满族旗人，入籍北平。她烫发头，足登红高跟皮鞋，脖颈上佩戴项链，脑后有斧伤两处，口中塞有布巾，短袖旗袍被撕開，有被性侵犯過的跡象[1][5]。
- 邱光华，邱宗浚長孫，15歲，中学生。据厨师刘清海讲，他一直同其祖父邱宗浚同睡一床。因斧劈后脑而死，背、腹部斧伤累累[5]。
- 邱光锐，邱宗浚次孫，7歲。用钢管在头部以捣蒜式戳死在小床上，血肉模糊，难辨真容[5]。
- 邱光丽，邱宗浚次孫女，5歲。用钢管捣死。脑浆四溢，血肉模糊，面不成形。红绸蝴蝶结仍天真扎在头上，两只小手向前扬起，似做掩护状[5]。
- 毕殿俊，司機。用手和绳卡勒脖颈气绝[5]。
- 郭石发，水夫。用斧劈砍头部毙命[5]。
- 何德沅，佣人兼保镖。斧砍杀痕，头颅上有钢管击打伤痕[5]。
- 何德发，佣人兼保镖。双手被反绑，口塞布巾，头顶斧伤3处[5]。
- 陈宗实，系商业银行会计主任、非邱氏亲属，当晚看戏散场后搭车同行。脑后斧伤3处，颈部有手勒印痕[2][5]。

## 现场勘察
邱宅共分前后两院。前院设有门房、停车场、花园。裡院则是一座典型的四合院。在院中一角还有狼狗五只，安然以卧，仿佛什么事情也没发生一样。门窗的也未发现扭撬痕迹，院墙也没有翻越痕迹。这很显然是有内线接应，而嫌疑最大的就是负责看门的邱家副官齐雨田，可是案发后他又神秘地失踪。
在清点邱家财物时，发现邱家账簿上记载的金条、金砖、羚羊角、各类种表、衣料、皮货、古董、银元、金银首饰已不知去向。很显然是一起劫财杀人案。另外，再根据杀人之多，手段之残忍，可见案犯与邱家必有深仇大恨。还有在清点过程中发现了盛世才5月3日写给邱宗浚信、電報，內容表示仇人主要是“由新来兰之人”。

### 信中內容
陟翁岳父大人钧鉴：

因兰州环境日益复杂，由新来兰之人日益增多，希大人应准备来渝较为妥当。其他一切，均托由彭处长。

子婿盛世才叩 5月3日

### 電報內容
请全家早来台湾，避免将后为共产党人及仇人所害。

## 捕获經過
兰州警察总局成立了由局长郭庄负责的“破案委员会”，並寻找副官齐雨田的下落，以了解证实案发时的情况，据分析有两种可能：一、与凶犯勾结，充当内线，也可能被同伙滅口；二、案发当时即被杀害运走，以转移侦破视线。案发十几日后，邱宗浚次女邱毓英及女婿汪鸿藻由宁夏抵兰，盛世才也从臺北市派人捎来一封信，交由汪鸿藻面呈西北军政长官公署长官马步芳，马步芳责令甘肅省政府下令警察总局限期一周破案，警察总局立即派出兩百余名办案人员昼夜奔波，捕获线索；当时兰州青帮头子张友贤、杨尊一，洪帮头子吴兰亭、闵铸九等也为侦破工作奔走出力。还有散布于全市各界的明暗线情报调查人员，对全市进行拉网布控。
《民国日报》、《西北日报》、《兰州日报》、《大公報》等各家报纸，对邱家的案发、侦破也做了连篇累牍的报道。社会各界均認為這是因果報應。
正当一筹莫展之计，忽然有人向警察局刑侦大队长范宗湘报告说，有人在南关什字一带出售当于四五十两黄金的羚羊角，但要价甚低。范宗湘马上带人把出售者抓来审问，得知这个叫梁天合的无业人员所卖羚羊角是受一个叫张占生的木匠朋友委托出售。梁天合带路，范宗湘立即带人在张占生家当场搜出费伯萍的数件金饰物。张占生供认5月16日那天晚上，一个名叫刘玉山的木匠叫他在邱家把風放哨，其余人进院子行兇。等刘玉山他们出来时，分给他一些东西，并咐让他不要泄露。刑警队顺藤摸瓜，依次抓获案犯刘玉山、陈永春、孙立勋、关子章、王祥仁等案犯。据抓获的案犯供认，齐雨田是內線，还有劉自力、刘忠贤、童朴庵、尚德荣等人参与，后因兰州形势紧张，对外逃的案犯也再未追踪。
主谋出乎大家意料之外，居然是來過慘案現場關心的蒋德裕、劉自力。這兩人皆是盛世才在新疆時的幹將。

## 審訊經過
據法院紀錄，主谋蒋德裕原系盛世才新疆骑兵师师长，1946年来兰定居，因赌瘾、鴉片瘾、挥霍无度而负债累累，又蒋的部下流落兰州，生活困苦。蒋德裕曾请求邱定坤投资兴办企业，捐助东北同乡，竟遭邱定坤拒绝，遂记恨在心，图谋报复。據謀犯說邱定坤曾言：「我的钱宁肯倒入黄河，也不给没良心的东北人。」蒋德裕則答称邱宗浚在新疆依靠其婿盛世才权势，邱氏父子多次杀害原东北义勇军转赴新疆的将士，又残害新疆各族人民，故决计要杀邱家满门，为东北义勇军死难将士和受难的新疆人民复仇。据蒋德裕交待，5月16日案发当晚9时左右，众人乘卡车到邱宅门口，在听到刘忠贤的叩门暗号后，齐雨田打开大门。一拥而进的凶犯将郭石发、何德沅、何德发兄弟3人用利斧砍杀。紧接着刘自立、王祥仁、童朴庵三人直奔邱宗浚房门，将同睡一床的邱宗浚砍死、邱光华砍伤致昏，后分至各房将邱光锐、邱光丽小兄妹用斧、铁管、刀杀死。刘玉山去邱宗浚房中查看，发现邱光华尚有气息，顿起恻隐之心，拉过一床被子将邱光华裹起塞到床底。后刘自立反身进屋搜寻财物，见邱光华未死，不顾哀哀求饶一斧砍死。晚23时许，去金城剧院看完电影的邱定坤夫婦與搭车的陈宗实回来鸣号叫门时，凶犯一拥而上將四人抓住。邱定坤由刘玉山等架至东房逼問；费伯萍則被架至上房性侵。陈宗实表白他是來賭博的局外人，要求放他回去，刘自立二话没说一斧毙命。司机毕殿俊拼死搏斗，被刘自立双手卡住脖颈窒息而死，孙立勋又补杀一刀。邱定坤稍事镇定后说：“朋友们来了多少人？没什么关系，拿些钱去花吧……”刘玉山说：“我们来人很多，是为报仇而来，决不是为要钱而来。”此时上房传来一声惨叫，费伯萍被刘自立一斧砍死。邱定坤才绝望地说：“请你们给我一个痛快吧……”经过两个多小时的磨蹭逼迫，邱定坤说出存放金银财宝的地方和箱柜钥匙号码，遂将其杀害。凶犯们一阵搜索，财物到手已是17日凌晨4时，遂急忙将全部尸体布好引燃装置後乘车离去，卻因房门紧闭室内缺氧始终未燃烧起来。

## 判決結果
案件审理期间，新疆省内人士曾自发组成一支由艾沙·玉素甫·阿布甫泰肯率領的36人慰问团，专程来兰探视被告蒋德裕等人，并高呼“万岁”。阿布甫泰肯表示，被害人罪有應得。
同年8月12日，特别军法处以共同抢劫杀人罪，判处首犯蒋德裕、刘自立死刑，剥夺公权终身；判处刘玉山、孙立、陈永春、王祥仁无期徒刑，剥夺公权终身；判处张占生有期徒刑10年，剥夺公权10年；判处关子章有期徒刑7年，剥夺公权7年。
- 蒋德裕：1902年生，原籍河南，九一八事变后在北满同日军作战，加入东北抗日救国军任上尉连长。随马占山部东北军由苏联转道入新疆，新疆军校第三期毕业。因为镇压叛乱有功，被盛世才提为少将师长。1949年任西北军政长官公署副秘书长。7月10日蒋德裕自杀。
- 臧景芝：开原人、东北军义勇军、新疆军事顾问。1949年任兰州警备司令部副司令。
- 刘玉山：其父原任呼图壁县县长以無辜罪名被盛世才杀害。1949年为木匠。
- 刘自立：吉林梨树人、马占山骑兵旅骑兵少尉、迪化警备司令部中尉、录事、骑兵营长、阿山骑兵团长。其弟刘自山在伊宁警察局长任上全家四口被盛世才杀害。兩位同窗好友也慘遭毒手。1949年刘自立任兰州宪兵23团少校副团长。
- 齐雨田：邱家门房副官为内应
- 刘忠贤
- 王祥仁
- 童朴庵
- 孙立勋
- 陈永春
- 关子章
- 尚德荣
- 张占生：木匠。负责把风。

1949年8月12日刘自立被押赴刑场，执行枪决；刘忠贤、臧景芝、尚德荣、童朴庵、齐雨田五人因外逃远方并未归案，在解放军佔領蘭州之後相繼獲得大赦。

## 慘案事後
當年邱家唯一的倖存者邱光慈由親戚帶領離開了蘭州，她首先到台灣，後又旅居泰國、新加坡等，最後定居美國芝加哥。
時任大隊長的范宗湘警官寫《邱宅大血案》記錄此事。據其兒子范學良所述，邱定坤長女邱光慈1970年代还来看过范宗湘。

## 外部連結
- 《档案》 20130515 民国盛世才家族灭门血案真相（上）_历史回眸_中国网络电视台
- 《档案》 20130516 民国盛世才家族灭门血案真相（下）_历史回眸_中国网络电视台